# 賈塔剌渾
贾塔剌浑（？—1244年），金朝末年冀州（今河北省冀州市）人。
成吉思汗募能用砲之人為兵，授賈塔剌渾为四路总押，佩金符。攻下益都，加龍虎衛上將軍、行元帥左監軍，便宜行事。回军后，贾塔剌浑駐謙謙州。1219年，从成吉思汗西征，率领所部及契丹、女真、唐兀、漢兵，攻打斡脫剌兒城。塔剌渾督諸軍，挖地道先入城，在軍中拜元帥，改任銀青榮祿大夫。跟随拖雷入散關，攻略關外四州，經过興元府，渡漢江，攻打唐州、鄧州、申州、裕州諸州，鼓行而東，平河南。升任金紫光祿大夫、总领都元帥。跟随大帥太赤攻取徐州、邳州。1244年，卒。其子賈抄兒赤襲，從諸王也松格、塔察兒南征。1258年，卒於軍。子賈冀驢襲，卒，賈冀驢弟賈六十八襲。

## 延伸阅读
[在维基数据编辑]
 《元史·卷151》，出自宋濂《元史》